# Parc nacional de Tongariro
El parc nacional de Tongariro és el parc nacional més antic de Nova Zelanda, situat al mig de l'Illa del Nord. Va ser reconegut per la UNESCO com un dels 24 llocs Patrimoni de la Humanitat que barreja cultura i naturalesa.
Va ser el quart parc nacional establert al món. Les muntanyes volcàniques actives Ruapehu, Ngauruhoe i Tongariro estan situades al centre del parc.
Hi ha diversos llocs religiosos Maori en el parc. Molts dels cims de muntanyes són denominades tapu, una paraula que descriu un lloc altament sagrat.

## Geografia

### Situació
Cobreix aproximadament 795,98 km² que comprenen entre 175° 22' i 175° 48' aquest i 38° 58' i 39° 25' sud al cor de l'Illa del Nord de Nova Zelanda. Està a 330 km al sud d'Auckland per carretera i a 320 km al nord de Wellington. Està uns quilòmetres en direcció oest-sud-oest del Llac Taupo. Ocupa una part considerable de l'Altiplà Volcànic de l'Illa del Nord. Directament en direcció est troben els turons de Kaimanawa Range. El riu Whanganui, a través del parc nacional Whanganui, acaba a l'oest.
La major part del parc està situat al Districte de Ruapehu (Regió de Manawatu-Wanganui), encara que el nord-est és al Districte de Taupo (Regió de Waikato, o Regió de Hawke's Bay, al nord).

### Dimensió

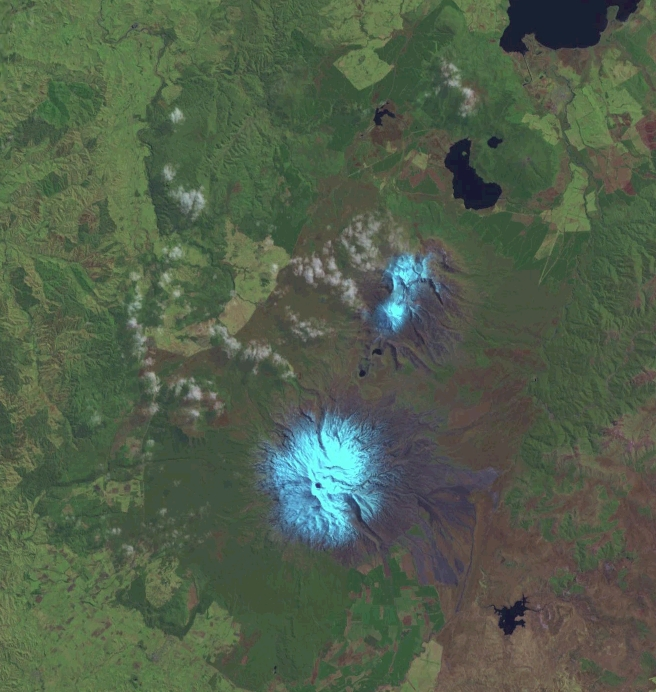
Imatge des de satèl·lit del parc nacional de Tongarino

S'estén al voltant del massís dels tres volcans Muntanya Ruapehu, Muntanya Ngauruhoe i Muntanya Tongariro. La Reserva Escènica de Pihanga conté el Llac Rotopounamu, la Muntanya Pihanga i la Muntanya Kakaramea, que, encara que es troba fora de l'àrea principal del parc, en forma part.
A les fronteres del parc hi ha llogarrets del parc nacional de Village i Ohakune. Una mica més lluny estan Turangi, Waiouru i Raetihi. Dins de les fronteres del parc, els únics assentaments són el llogarret base de turisme de Whakapapa i el llogarret Iwikau, que està proper a una pista d'esquí. El parc nacional de Tongarino està envoltat per carreteres en bon estat que segueixen les fronteres del parc i proporcionen un bon accés a aquest. A l'oest, l'Autopista 4 accedeix al poble del parc nacional i a l'est, l'Autopista 1, coneguda per la seva imatge com a Camí del Desert, va paral·lela al riu Tongariro. L'Autopista 47 uneix les dues carreteres al nord. L'Autopista 49 les acobla al sud. La via principal de ferrocarril de l'illa Nord, des d'Auckland fins a Wellington passa pel poble del parc nacional.

### Clima
Com a tota Nova Zelanda, el parc nacional de Tongariro està situat en una zona temperada. Els permanents vents de l'oest porten l'aigua al Mar de Tasmània. Com els volcans del parc nacional de Tongariro són l'elevació més significativa que els vents troben en el seu pas per l'Illa del Nord, a més de la Muntanya Taranaki, plou cada dia. Les pluges d'est a oest no són tan diferents de les dels Alps Meridionals (Southern Alps), perquè els tres volcans no pertanyen al grup de grans muntanyes i el vent passeja pels embuts dels cims. Al llogarret Whakapapa (1119 m) la precipitació anual mitja ronda els 2.200 mm, a Ohakune (610 m) ronda els 1.250 mm i en llocs més alts, com el llogarret Iwikau (1770 m), ronda els 4.900 mm A l'hivern hi ha neu a la cota de 1.500 m La temperatura varia dràsticament, fins i tot el mateix dia. A Whakapapa poden estar a temperatures sota zero tot l'any. La temperatura mitjana és de 13 °C, amb unes màximes de 25 °C a l'estiu i unes de mínimes de -10 °C a l'hivern. Durant alguns estius, els cims dels tres volcans estan cobertes de neu; al cim de la Muntanya Ruapehu, la neu pot trobar-se durant tot l'estiu i el cim està gelat.

## Història

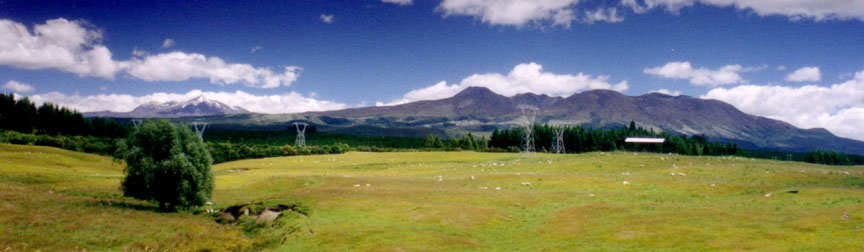
Els tres volcans: amb el cim nevat, Ruapehu (esquerra), el cònic Ngauruhoe (centre) i el d'àmplia base, Tongariro (dreta)

Els cims de les muntanyes són molt significatius pels Maoris locals.
Per prevenir l'explotació de les muntanyes per part d'immigrants europeus Te Heuheu Tukino IV (Horonuku), el cap més important del Maori Ngati Tuwharetoa iwi (o clan), va fundar el cor de l'actual parc nacional, compost pels pics de la Muntanya Tongariro, Muntanya Ngauruhoe i part de la Muntanya Ruapehu, a The Crown el 23 de setembre de 1887, amb la condició que aquesta fos una àrea protegida.
Aquests 26,4 km² d'àrea eren considerats generalment massa petits per establir allà un parc nacional després del model del Parc Nacional de Yellowstone, a Wyoming (Estats Units), i més tard van ser comprades més àrees. Quan el Parlament de Nova Zelanda va donar l'Acta del parc nacional de Tongariro l'octubre de 1894, el parc cobria una àrea d'uns 252,13 km², però no es va aconseguir adquirir el terreny fins a 1907. Quan l'Acta va ser renovada el 1922, l'àrea del parc es va ampliar a 586,8 km². Altres extensions, en especial la Pihanga Scenic Reserve el 1975, van engrandir el parc a la seva superfície actual de 795,98 km². L'última modificació de l'Acta es va realitzar el 1980. El parc nacional de Tongariro ha estat sota vigilància del Departament de Conservació de Nova Zelanda des de la creació de l'esmentat departament el 1987.
Les primeres activitats dutes a terme al jove parc nacional de Tongariro van ser la construcció de casetes turístiques a començaments del segle xx. Però això no va succeir abans que l'obertura del ferrocarril, el 1908, i la construcció de carreteres als anys trenta, que va fer que un important nombre de gent visités el parc. La segona Acta del parc nacional de Tongariro, el 1922, va començar alguns esforços actius de conservació, però fins a 1931 no va començar a treballar el primer guardaboscs permanent al parc. La construcció de camins a la vall Whakapapa ja havia començat els anys vint. La primera casa d'esquí va ser construïda el 1923 a una altura de 1770 m, després un camí i, el 1938, un funicular a l'àrea. Aquest primerenc desenvolupament turístic explica l'existència d'una cosa poc freqüent: un llogarret permanentment habitat i una completa àrea desenvolupada d'esquí dins d'un parc nacional. L'hotel Chateau Tongariro, que segueix sent el centre de Whakapapa, va ser construït el 1929.
A començaments del segle vint, els administradors van introduir el bruc al parc, per a la cacera del gall fer. Realment, el gall fer mai no va ser introduït, però el bruc s'hi ha assentat, amenaçant el sistema ecològic i les plantes endèmiques del parc. S'estan fent esforços per controlar l'extensió de la planta; no obstant això, l'erradicació completa sembla improbable.

## Sistema Elèctric de Tongariro
El Sistema Elèctric de Tongariro (Tongariro Power Scheme) va ser dissenyat per preservar i protegir els voltants naturals el màxim possible. Recull l'aigua de les muntanyes de l'altiplà volcànic central, passant per les centrals elèctriques de Rangipo (120MW) i Tokaanu (240MW), acabant al llac Taupo. El sistema ocupa una àrea de més de 2.600 km² i utilitza una sèrie de llacs, canals i túnels que porten l'aigua a dues estacions que generen normalment 1.400 GWh, a prop del quatre per cent de la producció total d'electricitat del país.
El vessant occidental porta l'aigua de sis rius i corrents del riu Whakapapa al riu Whanganui, al llac Rotoaira via el llac Otamangakau. La central elèctrica de Tokaanu està connectada al llac Rotoaira mitjançant sis quilòmetres de túnel a través de la Muntanya Tihia. També porta l'aigua des del riu Tongariro mitjançant el túnel i canal de Poutu.
A la cara est de la Muntanya Ruapehu, l'aigua es deriva des de Kaimanawa Ranges i de les entranyes del riu Wahianoa a través d'un túnel de 20 km a la presa de Rangipo. La central elèctrica de 120 MW de Rangipo està a 230 m sota terra. Les seves turbines estan situades en una caverna excavada en roca sòlida i alineada. La Genesis Energy ha pres mesures que intentaran disminuir els efectes mediambientals del Sistema Elèctric de Tongariro. Algunes d'aquestes mesures inclouen l'aplanament del llac, programes de supervisió ecològica i acords amb liwi' (clan) local per establir un procés per a la implicació de l'iwi en el control del medi ambient i tenir accés a la informació disponible. L'electricitat generada pel Sistema Elèctric de Tongariro té àmbit nacional de Nova Zelanda.

## Geologia
Els volcans Tongariro, Ngauruhoe i Ruapehu es troben al sud dels 2.500 km d'una llarga cadena de volcans, sota dels quals es troba la placa Indo-Australiana limitant amb la placa Pacífica. Aquests volcans són el resultat d'un procés tectònic intern. La placa Pacífica subdueix sota la placa Indo-Australiana i, en conseqüència, es fonen a causa de les altes temperatures de l'astenosfera. Aquest magma és poc dens, ascendeix a la superfície i passa a través de les parts més dèbils de la crosta terrestre (les falles), obtenint-se com a resultat els processos volcànics a la zona. Els processos volcànics han causat l'aixecament de les muntanyes del parc nacional de Tongariro des de fa més de dos milions d'anys.

## Biologia

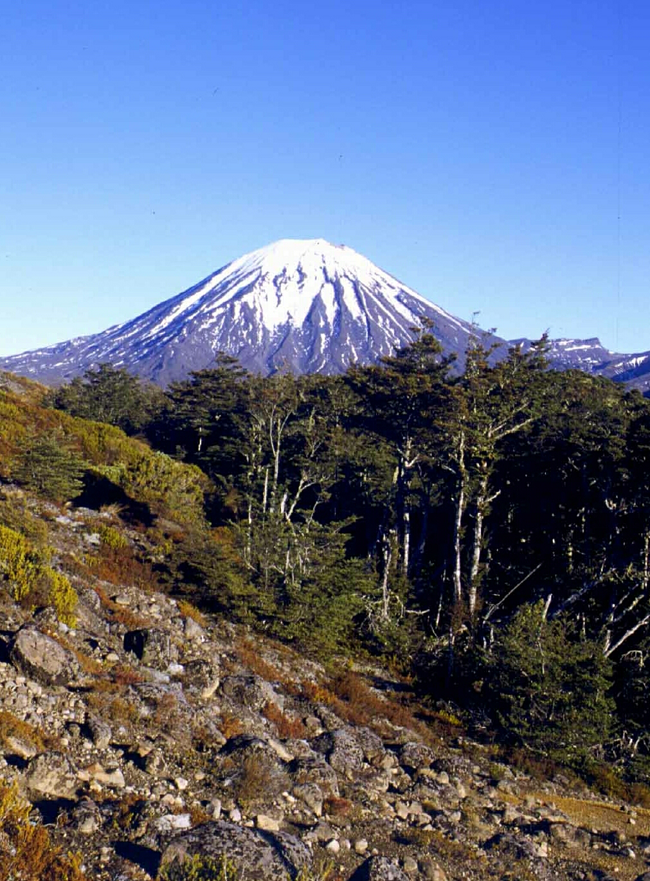
Bosc meridional de faigs als turons de la muntanya Ruapehu

### Flora
Té un ambient aspre i, en part, inestable. Al nord i a l'oest del parc, un bosc tropical de podocarpus a prop del llac Taupo abasta una àrea de 30 km² i s'eleva a uns 1.000 m. En aquest bosc subtropical habita el totara de Hall (Podocarpus hallii), el kahikatea (Podocarpus dacrydioides), el kamahi (Weinmannia racemosa), el pahautea (Libocedrus bidwillii), i nombroses falgueres epífites, orquídies i fongs. Els arbres de Pahautea es poden trobar a una altura de 1.530 m, on cobreixen 127,3 km². En aquest nivell, podem trobar 50 km² de bosc de faigs, comptant amb la roja (Nothofagus fusca), la platejada (Nothofagus menziesii) i el faig de muntanya (Nothofagus solandri var cliffortioides). Existeix també una àrea de 95 km² de bardissa, comptant amb el kanuka (Leptospermum ericoides), el manuka (Leptospermum scoparium), pi australià o pi de copa accelerada (Phyllocladus aspleniifolius), inaka (Dracophyllum longifolium), la molsa llanosa (Rhacomitrium lanuginosum), faigs petits i el bruc introduït. Al nord-oest, i al voltant de la Muntanya Ruapehu, entre 1.200 i 1.500 m, l'herba cobreix grans zones (al voltant de 150 km²), principalment de l'herba rubra vermella de Nova Zelanda (Chionochloa rubra), inaka, neinei arrissada (Dracophyllum recurvum), jonc filat (Empodisma minus) i el jonc de pantà (Schoenus pauciflorus), així com a bruc i herbes com la Festuca novaezelandiae i l'herba blava (Poa colensoi).
Cap als 1.500 m el terreny es compon de camps de grava i pedra i és, per tant, inestable. Tanmateix, algunes plantes creixen aquí de tant en tant com, per exemple, el neinei cresp, el totara de neu (Podocarpus nivalis), snowberry de muntanya (Gaultheria colensoi), herba crespa (Rytidosperma setifolium), bluegrass i Raoulia albosericea, que cobreix una zona de 165 km². Entre els 1.700 i els 2.020 m hi ha algunes espècies aïllades de parahebe, Gentiana gellidifolia i ranúnculs. Sobre els 2.200 m només hi ha líquens de roca.

### Fauna
Existeixen 56 espècies significatives d'ocells, com les rares espècies endèmiques del kiwi bru de l'Illa del Nord, kaka, l'ànec blau, el fernird ("ocell de falgueres") de l'Illa del Nord (Bowdleria punctata vealeae), la Dromas ardeola de doble collar (Charadrius bicinctus) i karearea. Altres espècies d'aus comunes al parc són el tui, l'ocell campana de Nova Zelanda, el mussol del sud, la sylvia gris (Gerygone igata), el fantail i l'ull-platejat. El parc també compta amb els dos únics mamífers natius de Nova Zelanda, el ratpenat de cua curta i de cua llarga (Mystacina tuberculata i Chalinolobus tuberculatus). El parc nacional de Tongarino també compta amb insectes com arnes i wetas (llagosta, grills, etcètera). També es presenten en el parc, així com a tota Nova Zelanda animals introduïts per europeus, com les rates negres, les mosteles, els gats, els conills, les llebres, els opòssums i els cérvols vermells.

## Activitats

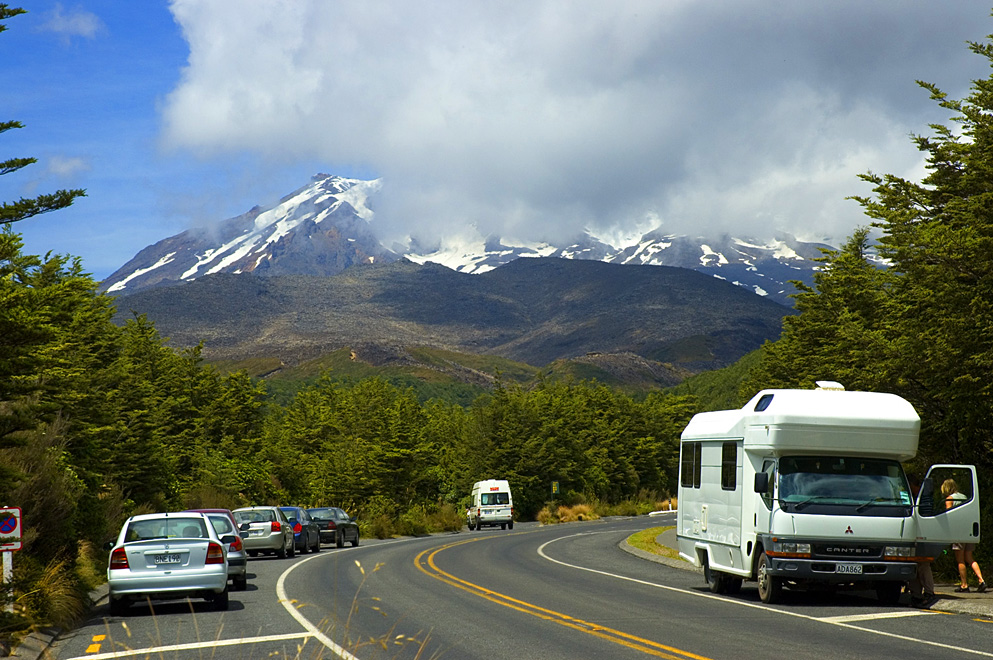
Ruapehu vist des del llogarret Whakapapa, parc nacional de Tongariro. Aquesta carretera puja al llogarret Iwikau, que proporciona l'accés a les pistes d'esquí.

Les activitats principals a l'estiu són les excursions i el muntanyisme, i a l'hivern, l'esquí i l'snowboarding. També hi ha temps per a la cacera, la pesca, el ciclisme de muntanya, l'hípica, ràfting i vols acrobàtics.
El tram més conegut al parc nacional de Tongariro és el que pertany a la Travessia del Tongariro (Tongariro Crossing). La major part del tram forma part també del Circuit Nord de Tongariro (Tongariro Northem Circuit), un trajecte de dos a quatre dies que és una de les nou Grans Caminades (Great Walks) de Nova Zelanda. Els ascensos als cims de les muntanyes Tongariro i Ngauruhoe es troben en aquests trams i poden realitzar-se. Una altra ruta, de tres a sis dies, és l'anomenada Round the Mountain Track al voltant de la Muntanya Ruapehu. A part d'aquestes, hi ha moltes rutes curtes apropiades per caminar durant un dia. Amb aquesta xarxa de rutes, tres càmpings, dos recintes d'emergència, nou cabanes públiques i quatre de privades i les instal·lacions a Whakapapa, el parc està bé dotat per al turisme.
Els trams també serveixen com rutes d'hivern, com el tram al cim de la Muntanya Ruapehu. L'escalada també és una altra opció. L'estació de neu comprèn de finals de juliol a començaments de novembre. La zona més àmplia d'esquí, també anomenada Whakapapa, es troba a la part occidental de la Muntanya Ruapehu. Té 15 remuntadors, ocupant una zona de 55 km². Justament al costat de l'estació d'esquí es troben les 47 cabanes del club d'esquí; la major part d'elles també allotgen persones que no són membres del club. El següent establiment es troba a baix, a Whakapapa. Una pista d'esquí una mica més petita anomenada Turoa es troba en la part sud-oest. Encara que només té nou remuntadors, la zona d'esquí, de 50 km², és gairebé tan gran com Whakapapa. No hi ha assentaments a la zona d'esquí; la ciutat més propera és Ohakune. Les dues pistes d'esquí es van crear l'any 2000. Els tiquets d'entrada es poden utilitzar per a ambdues pistes i es planeja una unió entre elles. Al costat d'aquestes importants pistes d'esquí es troba també la zona d'esquí de Tukino, que porta un funcionament privat per part del Club d'Esquí Alpí Desèrtic (Desert Alpine Ski Club), i el Club d'Esquí d'Aorangi (Aorangi Ski Club), a la zona sud-est. Compta amb dos telecadires i ocupa 1,9 km².